# Kościół św. Michała Archanioła w Ropczycach
Kościół św. Michała Archanioła – rzymskokatolicki kościół parafialny należący do dekanatu Ropczyce diecezji rzeszowskiej. Znajduje się w dzielnicy Witkowice.
Drewniana świątynia została wzniesiona przez kasztelana sandomierskiego Michała Aleksandra Sołtyka. Kościół został poświęcony przez biskupa krakowskiego 8 września 1761 roku. Budowla została odnowiona w 1812 roku, i następnie w latach 1962–1964. We wnętrzu znajduje się polichromia secesyjna wykonana w 1925 roku. W 1966 roku zostały zbudowane nowe organy. W latach 1972–1974 dzięki staraniom księdza prałata Józefa Wójcika świątynia została rozbudowana przez przedłużenie jej w kierunku zachodnim o 14 metrów. Projekt rozbudowy został opracowany przez inżyniera architekta Gerarda Pająka z Rzeszowa. 23 czerwca 1974 roku rozbudowana świątynia została poświęcona przez biskupa Jerzego Ablewicza. Nowa część świątyni została wzniesiona z cegły i żelbetonu. Projekt polichromii i witraży do nowej części budynku został opracowany przez plastyka magistra inżyniera Macieja Kauczyńskiego z Krakowa. Wystrój nowej części świątyni został poświęcony 5 grudnia 1976 roku przez biskupa Józefa Gucwę.